# اختبار سيدان النووي

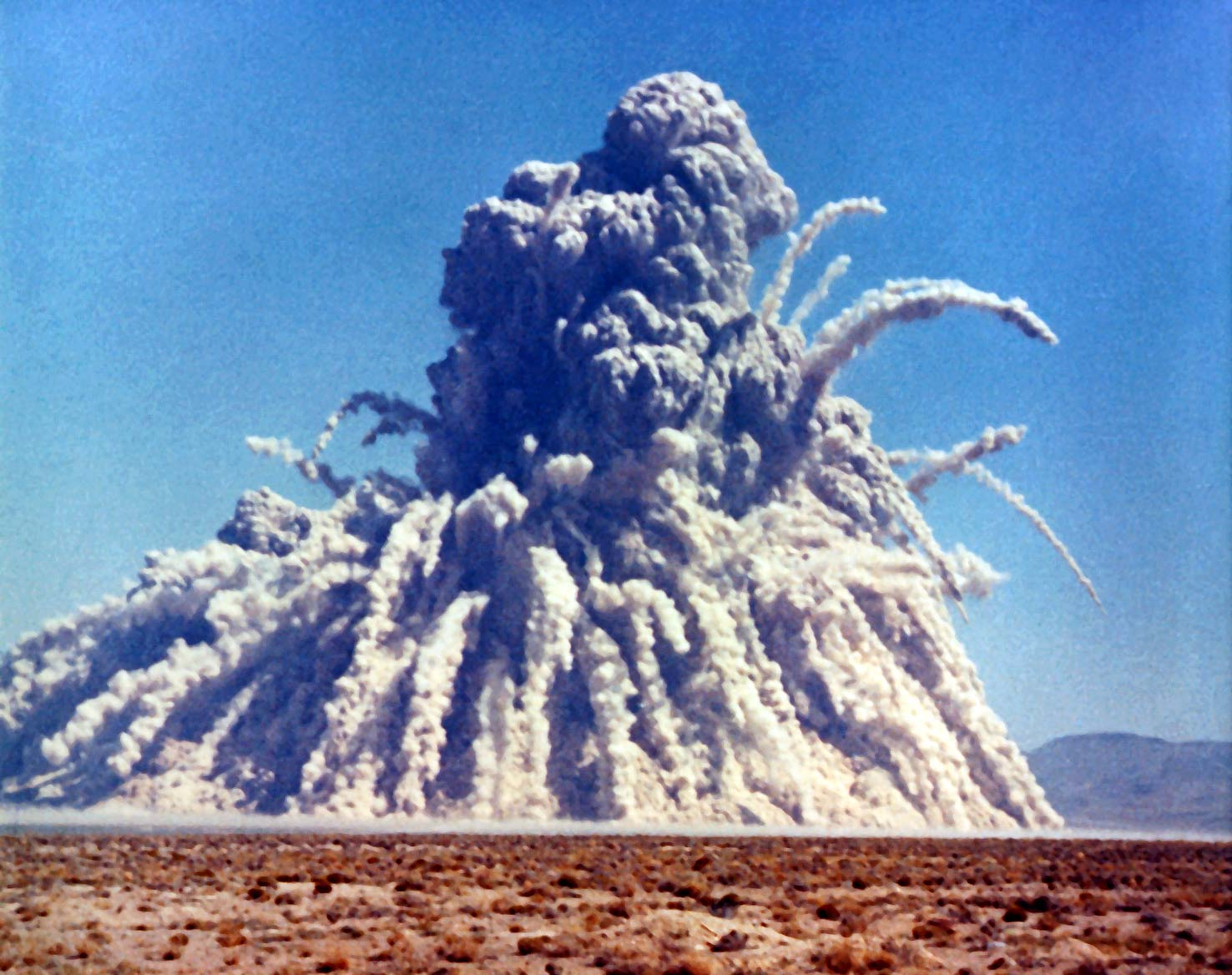
إنفجار سيدان

اختبار سيدان النووي هو اختبار نووي تحت الأرض تم إجراؤه في المنطقة 10 من يوكا فلات في موقع نيفادا الوطني للأمن في 6 يوليو 1962 كجزء من مشروع بلوشير، وهو برنامج للتحقيق في استخدام الأسلحة النووية لأغراض التعدين والكشط وغيرها من الأغراض المدنية. تلوثت الآثار الإشعاعية من الاختبار وتعرض أكثر سكان الولايات المتحدة لللإشاعات النووية من أي اختبار نووي آخر. تعد «فوهة سيدان» أكبر فوهة من صنع الإنسان في الولايات المتحدة، وهي مدرجة في السجل الوطني للأماكن التاريخية.

## التأثيرات

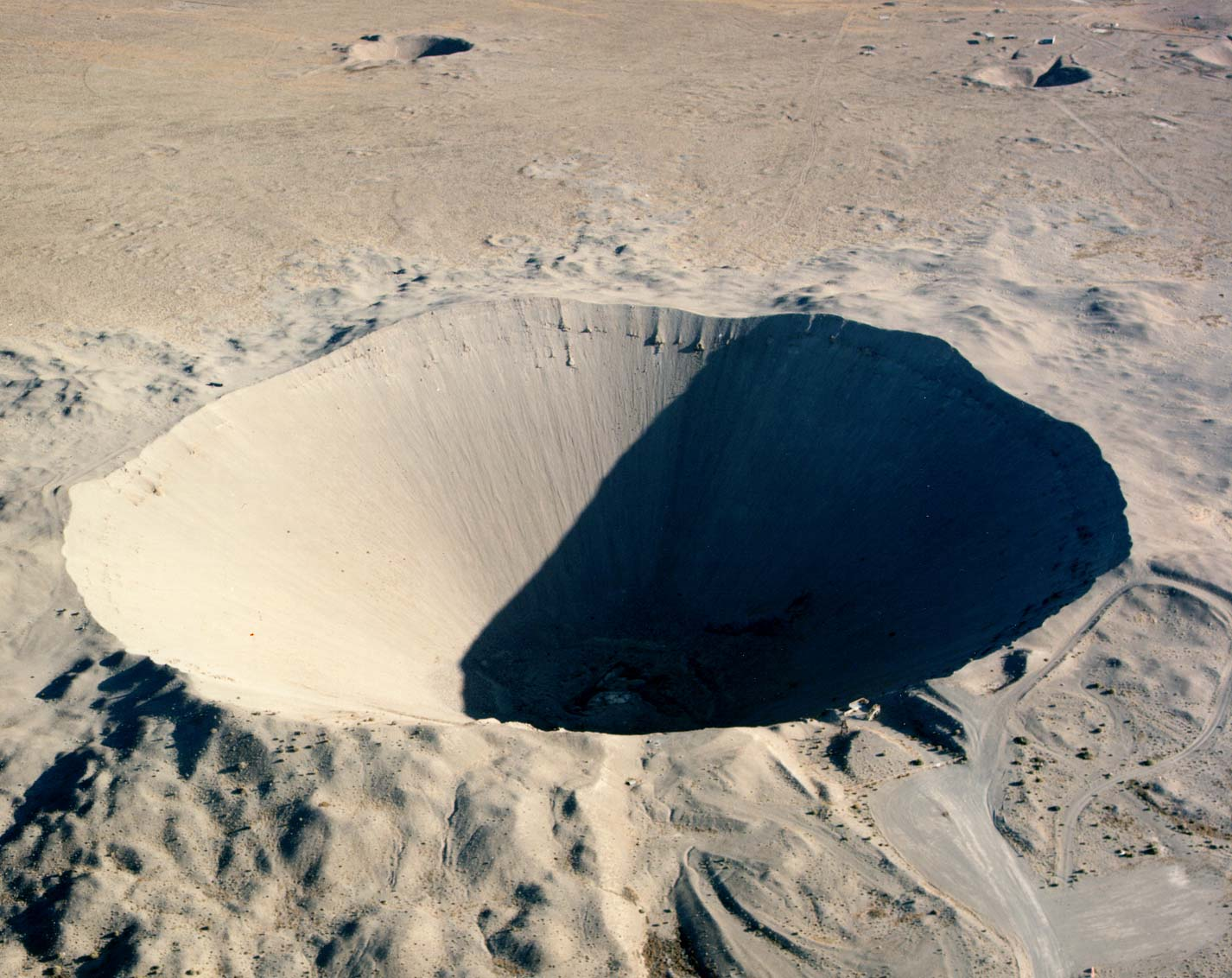
فوهة سيدان

كانت سيدان جهازًا حراريًا نوويًا مع عائد انشطار أقل من 30٪ وعائد الاندماج حوالي 70٪.
الفوهة الناتجة هي 100 م (330 قدم) بعمق يبلغ قطرها حوالي 390 م (1280 قدم). تم حجب منطقة دائرية من الأرض الصحراوية على بعد خمسة أميال عبر سحب غبار سريعة الاتساع تتحرك أفقياً من الطفرة القاعدية شبيهة بطفرة الحمم البركانية. تسبب الانفجار في موجات زلزالية تعادل زلزال 4.75 على مقياس ريختر.
في غضون 7 أشهر (حوالي 210 أيام) من الحفريات، يمكن السير أسفل فوهة البركان بأمان دون أي ملابس واقية مع مستويات إشعاع عند 35 مللي أمبير في الساعة بعد مرور 167 يومًا.